# Перехват ван Эйка
Перехват ван Эйка — процесс перехвата содержимого экрана ЭЛТ-монитора путём обнаружения распространяемых им электромагнитных волн. Он получил такое название по имени голландского компьютерного исследователя Вима ван Эйка (нидерл. Wim van Eck), который в 1985 году первым опубликовал статью, включавшую исследование для проверки концепции.
В 2004 году Маркус Кун (англ. Markus Kuhn) осуществил перехват ван Эйка для ЖК-мониторов.

## Принцип работы
Электронное оборудование образует вокруг себя электромагнитное поле. Это поле несёт информацию о сигналах, протекающих внутри оборудования. В некоторых случаях эта информация оказывается исчерпывающей, то есть наблюдая (удалённо) за электромагнитным полем, можно восстановить состояние излучающего объекта, восстановить данные, которые он обрабатывает. Эта проблема была известна и до ван Эйка, но считалось, что такое подслушивание — чрезвычайно сложный и дорогостоящий процесс. Ван Эйк опроверг все части этого утверждения. В его статье, вышедшей в 1985 году, подробно описывается, как с помощью оборудования суммарной стоимостью не больше 100 долларов можно перехватить изображение с монитора с расстояния нескольких десятков метров.
В ЭЛТ-мониторах изображение формируется лучом электронов, пробегающим экран построчно. Интенсивность свечения пиксела получаемого изображения регулируется интенсивностью луча. Сам луч управляется с помощью высоковольтных высокочастотных сигналов, которые, в свою очередь, порождают значительное электромагнитное излучение вокруг монитора. Это излучение, согласно работе ван Эйка, имеет заметное сходство с радиосигналом аналогового телевидения. Таким образом можно осуществить перехват информации с монитора с помощью обычной телевизионной антенны. После этого остаётся только осуществить синхронизацию полученного сигнала, что можно сделать либо вручную, либо таким же образом перехватив сигнал развёртки монитора.

## Противодействие
Меры противодействия описываются документами ФСТЭК по угрозам утечки по каналам побочных электромагнитных излучений и наводок. За рубежом аналогичным является стандарт TEMPEST, разработанный NSA.
К мерам противодействия относятся пассивное экранирование устройств с целью уменьшить мощность побочного излучаемого сигнала, а также генераторы шумов для минимизации полезной информации в перехваченном сигнале. Другой подход состоит в специальной обработке видеосигнала таким образом, что видимое изображение не искажается, но перехват его сильно усложняется. Примером такого подхода являются специальные шрифты, отфильтровывающие высокочастотную компоненту видеосигнала.

## Интересные факты
- В романе Нила Стивенсона «Криптономикон», впервые опубликованном в 1999 году, описывается перехват ван Эйка для жидкокристаллического экрана ноутбука, хотя на тот момент ещё не была показана возможность его реализации.
- В 2009 году группа исследователей использовала перехват ван Эйка для компрометации процесса электронных выборов в Бразилии[5][6]. Они показали, что, несмотря на то, что такой перехват не может изменить результаты выборов, он ставит под угрозу их анонимность.
- В сериале 4исла, первый сезон 11 серия, с помощью модифицированной антенны ван Эйка производилась слежка за жертвой преступления.